# Ниппон-мару
«Ниппон Мару» (яп. 日本丸) — японский музей-корабль, расположенный в гавани Иокогамы. Этот учебный четырехмачтовый барк был построен в Кобе, в 1930 году. Прежде, чем стать музеем в 1984 году, этот корабль служил курсантам японского торгового флота. За годы службы парусник оставил за кормой около одного миллиона миль, что равняется 46 кругосветным плаваниям. 15 февраля 1984 года на воду был спущен «Nippon Maru II», который был выполнен по образу и подобию своего предшественника, не считая нескольких технических доработок. В качестве знака уважения была сохранена численность экипажа, и дизайн был изменен незначительно.